# Karśnice
Karśnice – wieś w Polsce położona w województwie wielkopolskim, w powiecie kościańskim, w gminie Śmigiel.

## Historia
Wieś ma metrykę średniowieczną i pierwotnie związana była z Wielkopolską. Istnieje co najmniej od końca XIII wieku. Wymieniona została w 1388 w łacińskim dokumencie jako Carsnicza, 1389 Carsnicze, 1391 Karsznicz, Karsznicze, 1401 Karznicze, Karcznicza, 1423 Karschnycze, 1427 Karsnycze, 1428 Karszycze, 1430 błędnie Barsznicze, Charsyncze, Carnicze, 1432 Carszlicze, 1581 Karsnice.
Miejscowość była wsią szlachecką należącą do lokalnej szlachty wielkopolskiej z rodu Karśnickich, którzy od nazwy wsi utworzyli swoje odmiejscowe nazwisko. W 1462 miejscowość należała do powiatu kościańskiego Korony Królestwa Polskiego. W 1581 należała do parafii Wilkowo Polskie.
Wieś odnotowały także historyczne rejestry podatkowe. W 1530 miał miejsce pobór podatków od 3 łanów, oraz trzy grosze z karczmy. W 1563 pobór miał miejsce od 4,5 łana oraz karczmy dorocznej. W 1581 pobrano podatki z części należącej do Wojciecha Kuranowskiego od 2,5 łana, dwóch zagrodników, jednej komornicy, a z części należącej do Anny Karśnickiej od 3 półłanków, 1/4 łana roli, 1/2 łana opuszczonego, zagrodnika oraz komornicy.
W wyniku II rozbioru Rzeczypospolitej w 1793, miejscowość przeszła w posiadanie Prus i jak cała Wielkopolska znalazła się w zaborze pruskim. W okresie Wielkiego Księstwa Poznańskiego (1815-1848) miejscowość wzmiankowana jako Karznice należała do wsi większych w ówczesnym powiecie Kosten rejencji poznańskiej. Karznice należały do okręgu kościańskiego tego powiatu i stanowiły część majątku Czacz, który należał wówczas do Marcelego Żółtowskiego. Według spisu urzędowego z 1837 roku Karznice liczyły 230 mieszkańców, którzy zamieszkiwali 21 dymów (domostw).
W latach 1975–1998 miejscowość administracyjnie należała do województwa leszczyńskiego.